# The Man Who Was Nobody
The Man Who Was Nobody (übersetzt „Der Mann, der niemand war“) ist ein britischer Kriminalfilm von Montgomery Tully aus dem Jahr 1960. Produziert wurde er von der Filmgesellschaft Merton Park Studios. Das Drehbuch stammt von James Eastwood und baut auf dem gleichnamigen Roman (dt. Der Mann, der seinen Namen änderte) von Edgar Wallace auf. Der Film war der einer der ersten Teile der Edgar Wallace Mysteries, einer Serie von 47 Edgar-Wallace-Verfilmungen der Merton Park Studios zwischen 1960 und 1965; in Deutschland wurde er nie gezeigt.

## Handlung
Marjorie Stedman ist Privatdetektivin und bekommt den Auftrag, einen Mr. Tynewood zu finden. Mit der Hilfe des mysteriösen „South Africa Smith“ findet sie heraus, dass Tynewood von dem Diamantenschmuggler Franz Reuter getötet worden sein soll. Smith stellt sich allerdings als Tynewood heraus und gemeinsam gelingt es ihnen, Reuter zu stellen. Er liefert sich ein Feuergefecht mit der Polizei und wird dabei erschossen. Derweil verlieben sich Stedman und Tynewood und beschließen, zusammenzubleiben.

## Kritiken
Joachim Kramp und Jürgen Wehnert zitieren in ihrem Das Edgar Wallace Lexikon von 2004 eine Kritik des Monthly Film Bulletin zum Film. Der Film sei „eine freie und auch sehr verworrene Adaption eines Romans von Edgar Wallace, in der eine von Hazel Court gespielte private-eye-Heldin mit ihrer vornehmen Erziehung hausieren geht wie mit einer überdimensionalen Flagge.“ Sie ergänzen, dass der Regisseur mit seinen „Vorstellungen von Unterwelt und Oberwelt in Chelsea“ nahelegt, „daß er selbst eine sehr heile Welt erlebt hat“.

## Belege
1. ↑  
„Man Who Was Nobody, The (Film).“ In: Joachim Kramp, Jürgen Wehnert: Das Edgar Wallace Lexikon. Leben, Werk, Filme. Es ist unmöglich, von Edgar Wallace nicht gefesselt zu sein! Verlag Schwarzkopf & Schwarzkopf, Berlin 2004; S. 414–415. ISBN 3-89602-508-2.
2. ↑  
Kritik vom Monthly Film Bulletin vom Januar 1961, zitiert nach „Man Who Was Nobody, The (Film).“ In: Joachim Kramp, Jürgen Wehnert: Das Edgar Wallace Lexikon. Leben, Werk, Filme. Es ist unmöglich, von Edgar Wallace nicht gefesselt zu sein! Verlag Schwarzkopf & Schwarzkopf, Berlin 2004; S. 420. ISBN 3-89602-508-2.